# Gobius (geslacht)
Gobius is een geslacht in de familie der grondels (Gobiidae) en behoort tot de orde van baarsachtigen (Perciformes).

## Lijst van soorten
- Gobius ater Bellotti, 1888
- Gobius ateriformis Brito en Miller, 2001
- Gobius auratus Risso, 1810
- Gobius bucchichi Steindachner, 1870
- Gobius cobitis Pallas, 1814
- Gobius commersonii Valenciennes, 1837
- Gobius couchi Miller en El-Tawil, 1974
- Gobius cruentatus Gmelin, 1789
- Gobius fallax Sarato, 1889
- Gobius gasteveni Miller, 1974
- Gobius geniporus Valenciennes in Cuvier en Valenciennes, 1837
- Gobius hypselosoma Bleeker, 1867
- Gobius kolombatovici Kovacic en Miller, 2000
- Gobius koseirensis Klunzinger, 1871
- Gobius leucomelas Peters, 1868
- Gobius melanopus Bleeker, 1859-60 – Paarsgevlekte gobie
- Gobius niger Linnaeus, 1758 – Zwarte grondel
- Gobius paganellus Linnaeus, 1758
- Gobius roulei de Buen, 1928
- Gobius rubropunctatus Delais, 1951
- Gobius scorteccii Poll, 1961
- Gobius senegambiensis Metzelaar, 1919
- Gobius strictus Fage, 1907
- Gobius tetrophthalmus Brito en Miller, 2001
- Gobius vittatus Vinciguerra, 1883
- Gobius xanthocephalus Heymer en Zander, 1992